# M au Spectrum
 (août 2024).
Si vous disposez d'ouvrages ou d'articles de référence ou si vous connaissez des sites web de qualité traitant du thème abordé ici, merci de compléter l'article en donnant les références utiles à sa vérifiabilité et en les liant à la section « Notes et références ».
Albums de -M-
Le Tour de -M-
(2001) En tête à tête
(2005)
M au Spectrum est le deuxième album live de Matthieu Chedid, sorti en 2005. Il reprend une sélection de chansons interprétées en live lors des FrancoFolies de Montréal (Québec), du 2 au 5 août 2004. Il comprend Belleville Rendez-vous, issue du dessin animé Les Triplettes de Belleville, avec un mix de DJ Shalom.

## Liste des titres
| No | Titre                      | Durée |
| -- | -------------------------- | ----- |
| 1. | Mon ego                    | 3:26  |
| 2. | Souvenir du futur          | 6:41  |
| 3. | Le Complexe du corn Flakes | 3:03  |
| 4. | Psyko bug                  | 10:39 |
| 5. | Zénitude                   | 5:14  |
| 6. | C'est pas ta faute         | 3:33  |
| 7. | Gimmick                    | 2:24  |
| 8. | Je dis aime                | 5:31  |
| 9. | Belleville rendez-vous     | 3:55  |